# Теббутт (лунный кратер)
Кратер Теббутт (лат. Tebbutt) — крупный ударный кратер в области юго-западного побережья Моря Кризисов на видимой стороне Луны. Название присвоено в честь австралийского астронома Джона Теббутта (1834—1916) и утверждено Международным астрономическим союзом в 1973 году.

## Описание кратера

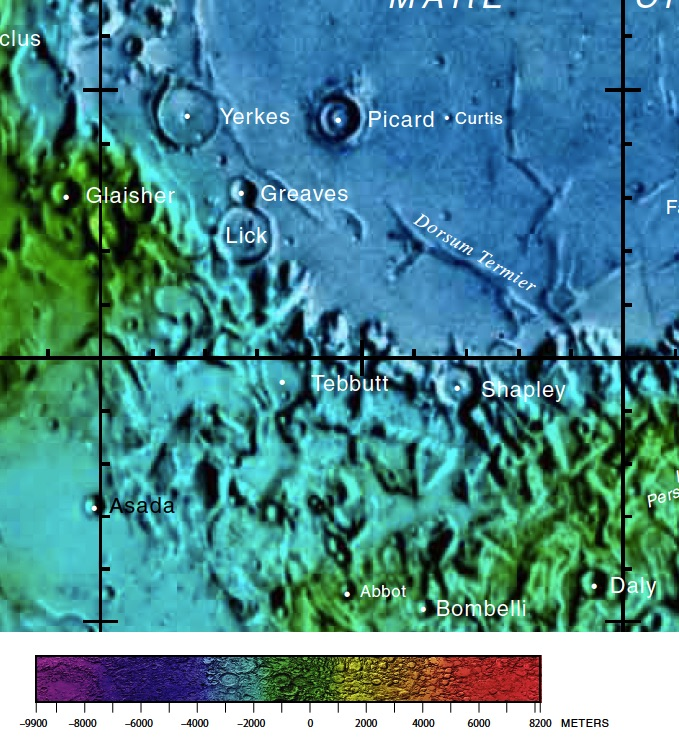
Окрестности кратера Теббутт. Фрагмент карты видимой стороны Луны.

Ближайшими соседями кратера Теббутт являются кратер Лик на севере-северо-западе; кратер Шепли на востоке; кратер Аббот на юге-юго-востоке и кратер Асада на юго-западе. Селенографические координаты центра кратера 9°28′ с. ш. 53°31′ в. д. / 9,46° с. ш. 53,52° в. д., диаметр 34,0 км, глубина 600 м.
Кратер Теббутт имеет близкую к циркулярной форму и почти полностью разрушен. Вал перекрыт несколькими маленькими кратерами в восточной части и практически сравнялся с окружающей местностью в западной части. Дно чаши затоплено и выровнено лавой, в южной части чаши расположен приметный маленький чашеобразный кратер. Сателлитных кратеров нет.
До получения собственного наименования в 1973 году кратер имел обозначение Пикар G (в системе обозначений так называемых сателлитных кратеров, расположенных в окрестностях кратера, имеющего собственное наименование).